# Chanonry Point
Chanonry Point är en udde i Storbritannien.   Den ligger i kommunen Highland och riksdelen Skottland, i den norra delen av landet, 700 km norr om huvudstaden London.
Terrängen inåt land är huvudsakligen platt, men söderut är den kuperad. Runt Chanonry Point är det ganska glesbefolkat, med 39 invånare per kvadratkilometer. Närmaste större samhälle är Inverness, 12,2 km sydväst om Chanonry Point. 

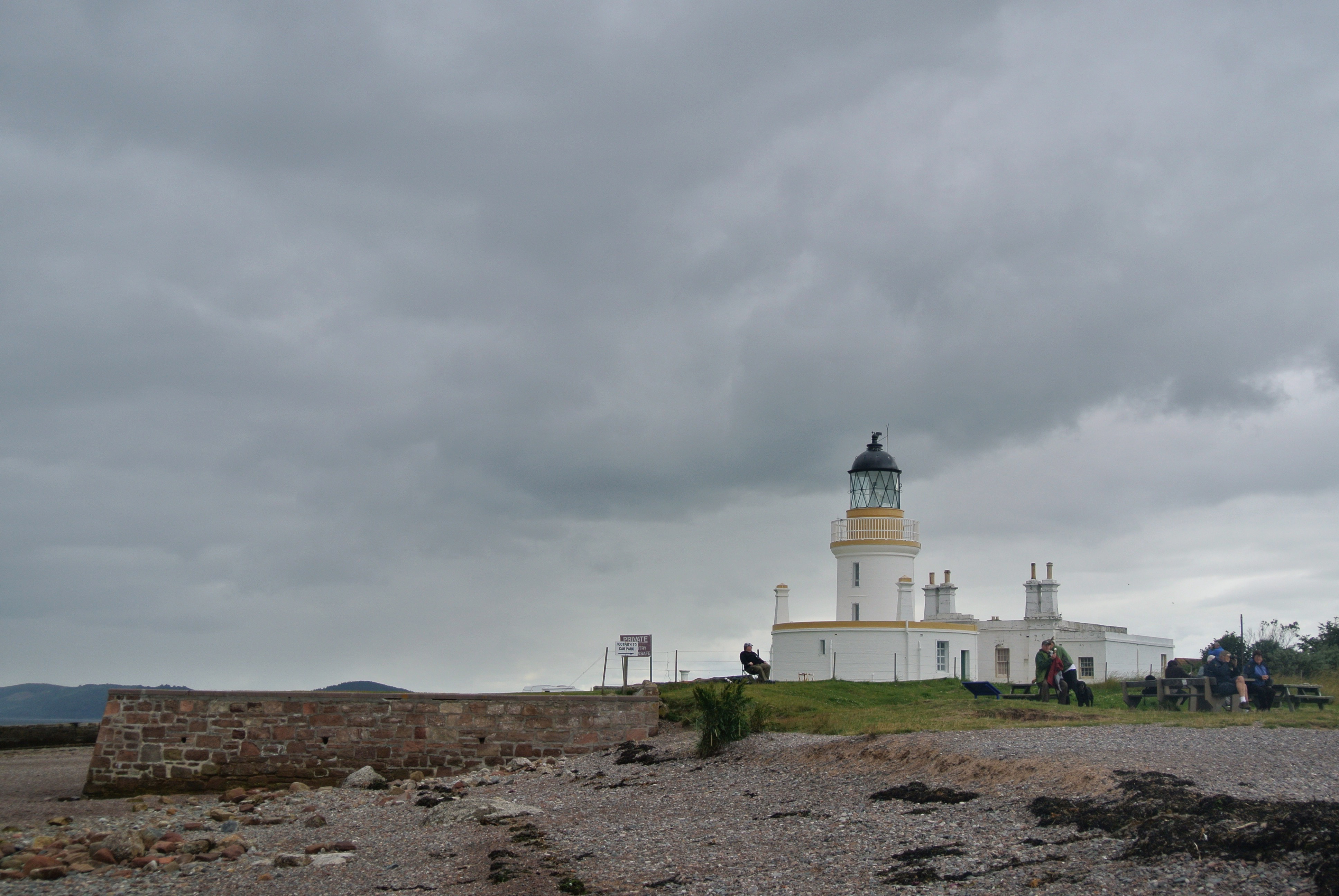
Chanonry fyr vid Chanonry Point, Skottland.

Längst ut på Chanonry Point ligger Chanonry fyr.